# Централен музей на Великата Отечествена война
Централен музей на Великата Отечествена война (на руски: Центральный музей Великой Отечественной войны) е федерално държавно учреждение на културата на Русия, основен обект на мемориалния парк на победата в Поклонная гора в Москва.
Открит е тържествено от руския президент Борис Елцин на 9 май 1995 г. На откриването присъстват ръководители на 55 държави, пристигнали в Москва за тържествата по случай 50-годишнината от победата над нацизма.
Този мемориален комплекс има за цел да увековечи паметта на героизма и смелостта на съветските войници по време на Великата отечествена война. Музеят извършва научни, културни и образователни дейности, организира дейности за патриотичното възпитание на младите хора – ученици и студенти, предоставя информация в помощ на посетителите.
В галериите и изложбени зали на музея редовно се провеждат специални изложби (например, през 2006 г., изложбата „съветски малки оръжия във Великата отечествена война“, „посветен на защитниците на Москва“ и др.).

## Зала на пълководците
Експозицията на музея открива залата на пълководците, в която се помещава галерията с носителите на Ордена на победата – най-високото военно отличие, създадено с Указ на Президиум на Върховен съвет на СССР от 8 ноември 1943 г., което се присъжда на командващите за успешно провеждане на военни операции на един или повече фронтове. Бронзови бюстове на съветски носители на ордена са поставени около залата. Над бюстовете са стилизирани хералдически щитове, носещи изображения на военните ордени на руската и съветската армии.
В горната част на главното стълбище, в предната част на Залата на славата, се намира артистична и декоративна композиция „Щит и меч на победата“. В осветената витрина са изложени декоративен щит, меч и ножница, дарени на музея от правителството на Русия за 50-ата годишнина от победата. Експонатите са артистично обзаведени и богато украсени с цветни метали и полускъпоценни камъни от Урал – топаз, кварц, гранат, смарагд, аквамарин и цитрин.

## Зала на славата
Залата на славата е централната зала на Централния музей на Великата отечествена война. Тя е предназначена да увековечи името на героите на Съветския съюз, получили тази титла за делата, извършени през годините на войната 1941 – 1945 г. На бял мрамор, са поставени пилони с издълбани имената на повече от 11 800 герои на Съветския съюз и герои на Руската федерация.
В центъра на залата е бронзовата скулптура „Войник на победата“ (Солдат Победы), на гранитен пиедестал в подножието е положен меч, направен от тулски оръжейници. Под купола на залата има барелефи на градовете-герои. В залата на славата се провеждат тържествени военно-патриотични събития: полагане на военна клетва, посвещение в кадети, издаване на дипломи на абсолвентите от МосУ МВД.

## Зала на паметта и скръбта
Централният обект на залата на паметта и скръбта е скулптурната група „Скорбь“, изработена от бял мрамор. Залата е проектирана да увековечи и почете паметта на 26 милиона и 600 хиляди руснаци, убити и изчезнали безследно.
Подходящото настроение в залата се създава от осветление и музикален съпровод. Стените ѝ са завършени в червено, черно и алено оцветен мрамор и плочки. По краищата към центъра са разположени рампи, покрити с червен плат. Таванът на залата е художествено украсен с висулки от месингови вериги, които са свързани с „лещи“, символизираща сълзите, изплакани за загиналите. В залата звучи тиха музика, често „Реквием“ на Моцарт.

## Военно-историческа композиция „Път към победата“
За времето на съществуване на музея в него се намира богата колекция от предмети, които разказват за Великата отечествена война: оръжие, военно оборудване, униформи, отличия, снимки, киноленти и документи от войната, писма от фронта, произведения на изкуството: картини, скулптури, рисунки и плакати.

## Диорами
Музеят представя шест диорами, посветени на големи военни операция от Втората световна война:
- „Контраатака на съветските войски край Москва през декември 1941 г.“
- „Битката за Сталинград. Свързване на фронтовете.“
- „Обсадата на Ленинград.“
- „Битката при Курск.“
- „Пресичането на Днепър.“
- „Щурм на Берлин.“

Особености на експозицията – аудио, видео системи, демонстрирайки истинската хроника на военните години, редки фотографии, карти, архивни материали.

## Книга на паметта
За да увековечи паметта на защитниците на СССР, незавърнали се от Втората световна война, през 1995 г. книга на паметта е създадена в музея. В електронната книга са написани имената на загиналите, изчезналите, починали от раните си и заболявания.
Редица местни книги на паметта съдържат кратки исторически справки за бойните действия на територията, данни за войскови подразделения, местата на болници и гробове, статистика, работа по време на войната.
През 2005 г. започва том за памет за Ленинград „Блокада. 1941 – 1944. 900 дней и ночей“, които съдържат имената на загиналите жители на обсадения Ленинград. От редица области постъпват книги „Войник на победата“ – списък на всички имена на участниците през Великата отечествена война.
Книга на паметта предоставя информация както за физически лица, така и за организации. Методическа помощ по различни аспекти на търсенето се извършва в съответствие със съдържанието и възможностите на справочно-информационния фонд на отдела.

## Военна техника
В открития Парк на победата се намира изложба на военно оборудване. Има повече от 300 образци на тежка техника от СССР и неговите съюзници, Хитлеристка Германия и нейните съюзници, които взимат участие в боевете.

## Мероприятия
Музеят на Великата отечествена война е добре позиционирана за събития от различно естество. На приземния етаж на музея има две големи кино-концертни зали, оборудвани със съвременна техника, която е домакин на концерти, творчески конкурси, ветерански срещи, конференции и други дейности.
За церемониални приеми и срещи се използва залата на славата (1960 m2). В залата на пълководците (1300 m2) правят изпълнения оркестри, хорове, поп и денс групи. Има три VIP-зали с 10, 25, 35 места със спомагателните съоръжения.

## Ръководство
Между 2003 и 2017 г. директор на музея е генерал-лейтенант от резерва, довереник на президента на Руската федерация, председателят на програмата за координация „Держава 21 век“, Владимир Забаровский.
От 1 май 2017 г. директор на музея е Александър Школник.